# موتور شيرازي ها (أرزوئية)
موتور شیرازي ها (بالإنجليزية: Mowtowr-e Shiraziha)‏ هي منطقة سكنية تقع في إيران في Arzuiyeh Rural District. يقدر عدد سكانها بـ 48 نسمة .